# İbrahim Akın
İbrahim Akın, född 4 januari 1984 i Izmir i Turkiet, är en turkisk fotbollsspelare (anfallare).

## Meriter
Beşiktaş
- Turkiska Cupen: 2006, 2007
- Turkiska Supercupen: 2006